# 行為判定
行為判定（こういはんてい）とはテーブルトークRPG（TRPG）における代表的な用語のひとつ。プレイヤーキャラクターが試みようとするなんらかの行為の正否、達成度などを確定する作業を指す。「行動判定」、もしくは単に「判定」などと呼ぶこともある。
初期のTRPGでは鍵開け、毒などへの抵抗、鉄棒を折り曲げる等の行為それぞれに異なる判定のルールが適用される場合があった。これらを汎用的な一つのルールで処理しようとした方式を「一般行為判定」と呼ぶことがある。ただし、その場合でも、戦闘だけは別個のルールで処理される場合も多い。

## 概略
行為判定は、プレイヤーキャラクターが「何か」を行おうとするときに、その成否を判定するためのルールのことである。
多くの場合は、プレイヤーキャラクターの肉体的・精神的な能力の高さを数値化した能力値を基本に、サイコロやトランプなどの乱数発生装置を使って成否を決定する。
行為判定はゲームタイトルごとのルールに準拠していて様々なものがあり、行為判定の方法によってゲームのプレイ感覚は大きく変わる。
多くのテーブルトークRPGでは行為判定はプレイヤーによって行われるが、その進行は司会役であるゲームマスター（以下、GMと略す）が取り仕切る。行為判定を管理することはGMの最も基本的な役割である。
一般的な行為判定の様子を以下に例として挙げる。
GM ： 君のキャラクターの目の前に川が流れている。橋はないようだ。
プレイヤー ： でも、僕のキャラクターの目的地は川の向こう岸にあるんだよね?　仕方ない。川をジャンプして飛び越えます。
GM ： それでは、君のキャラクターの「肉体」の能力値を使って行為判定をしてくれ。6面体のサイコロを二個振って、その出目と「肉体」の能力値の合計が10以上ならば成功とする。失敗すれば川に落ちるからね。
プレイヤー ： 了解。コロコロ……（サイコロを振る） 出目は2個合計して6。僕のキャラクターの「肉体」の能力値は5なので、合計は11だ。
GM ： 川を飛び越える行為判定は成功だ。君のキャラクターは無事に向こう岸へたどり着いた。
プレイヤー ： 判定の合計値があと2も低ければ失敗だったな。危ないところだったよ。
上記のように、プレイヤーキャラクターが「何か」を行おうとするとき、その行為判定をどのように行うかはGMが決定する。テーブルトークRPGのルールブックでは「キャラクターがこのような行動を行う場合は、このように判定すること」という判定の事例が載っている。しかし、事例には記述されない行動をプレイヤーキャラクターが行うこともあり、そのような場合はGMがどのような判定を行わせるかを任意に決定する。基本的に、どのようなテーブルトークRPGでもGMが行為判定のやり方を最終的に決定する権利を持つ。
「刃を交えた戦闘を行う」「魔法を使う」など、特殊な状況下における行為判定は、特に詳細なルールが記述されることもある。どのようなシチュエーションを「特殊な状況下」としてるかによってゲームごとの個性が決まり、たとえば、戦闘ルールを他の行為判定よりも細かく記述しているゲームは、それだけ戦闘という状況に注視しているゲームということになる。
近年のほとんどのテーブルトークRPGは、どのような種類の行為判定であっても統一されたルールで判定が行われるものが主流となっている（たとえば、戦闘でも魔法でも川を飛び越えるものでも必ず「その行為を行なうのに必要な能力値にサイコロを2個振って合計する」など）。その統一されたルールの枠を崩さずに、特殊な状況下のみのバリエーションを加えることで様々な状況を再現していくことが、優れたシステムデザインとされる。
統一されたルールの枠をなるべく崩さないということは、遊ぶ側の負担を減らすためには必要不可欠なことであり、全ての作業を人間が行うというテーブルトークRPGの、コンピュータRPGとの大きな違いでもある。

## 目標値と達成値
テーブルトークRPGでの行為判定のほとんどは、「サイコロを振って決定された出目に、キャラクターの能力値などを足して（もしくは引いて）、その計算結果がある一定の数以上（もしくは以下）ならばその行為判定は成功とする」という形で行われる。
この時に、サイコロの出目とキャラクターの能力値などから計算された数値を「行為判定の達成値」と呼び、行為判定の成否を決定する「ある一定の数」を「行為判定の目標値」と呼ぶ。ただし、これらの用語はゲームによっては全く別の呼び方をされることもある。目標値のことを難易度と呼ぶゲームも多い。
行為判定の目標値をいくらくらいにするべきかはゲームルールによって基準が提示されていることが多いが（「50mを全力疾走する場合の目標値は7」などと具体的なシチュエーションと目標値が書かれているゲームもある）、最終的にはGMが目標値を任意に決定できる。目標値の決定はゲームプレイのバランスを大きく左右するためGMの腕の見せ所ともいうべき部分でもある。
腕相撲など、他人と競う判定の場合は互いが行為判定を行い、達成値を比較してより優れた結果を出したほうが勝利したことになる。戦闘に関する判定もこのような達成値の比較で行われることが多い。

## 代表的な行為判定の方法

### 数値を計算する方法

#### 上方判定
サイコロやトランプなどのランダマイザーによって発生する数値が、「行為判定の目標値」以上であれば成功とみなされる方式。調整が必要な場合、目標値は概ね固定で、ランダマイザーで発生した数値に補正値を加減算する。多くの場合、ランダマイザーで発生した数値にはキャラクターの能力を表す数値を足すこともできるため、有能なキャラクターならば行為判定は有利となる。
多くのテーブルトークRPGが採用している方法である。

#### 下方判定
サイコロやトランプなどのランダマイザーによって発生する数値が「行為判定の目標値」以下であれば成功とみなされる方式。調整が必要な場合、目標値に補正値を加減算し、ランダマイザーで発生した数値はそのまま用いる。多くの場合、目標値にはキャラクターの能力を表す数値を足すこともでき、有能なキャラクターならば行為判定は有利となる。
下方判定の方式を採用しているゲームにはガープス、ブレイド・オブ・アルカナ、蓬萊学園の冒険!!などがある。

#### 無限ロール
主に上方判定で用いられる、乱数生成方法のバリエーション。無限上方／下方ロール、上方／下方無限ロールとも。サイコロの出目が特定条件（ある数値以上／以下やゾロ目等）を満たすならばもう一度サイコロを振り、1回目のサイコロの出目に2回目のサイコロの出目を足す／引くというものである。2回目に振ったサイコロの出目も同じ条件を満たすならば更に3回目のサイコロを振ることができ、それの出目もその条件を満たすならば4回目の……と、運がよければ、行為判定の達成値はどんどん高く／低くなっていくのが特徴。システムにより、上方または下方のみの片側の無限ロールを採用するもの、両側の無限ロールを採用するものがある。
無限ロールの方式を採用しているゲームにはダブルクロスやセブン＝フォートレス、フォーチュンクエストRPG、トンネルズ&トロールズ、ロールマスター（指輪物語ロールプレイング）などがある。

#### パーセンテージロール
下方判定のバリエーション。GMが設定する目標値はパーセンテージで表され、行為判定の結果は1〜100までの値で決定されるというもの。判定の難易度が成功率として直接記されるため、行動の難易度がわかりやすいのが特徴である。
行為判定で1〜100までの値をランダムに出す方法として、10面サイコロを2個使う、または20面サイコロを2個使うのが代表的である。一般的な10面サイコロは5角錐を2個貼り付けたような形をしている。20面サイコロを用いる場合には、11〜20の出目は1の位のみを読んで1〜0(10)として用いる。
ひとつのサイコロは10の位、もうひとつのサイコロを1の位として扱う（つまり、2つのサイコロの出目が、事前に10の位として定めていた方が7、1の位として定めていた方が3ならば「73」として扱う）。また、10の位専用の数字が10,20……,90,00と振られたD10ダイスというもの存在する。
100面サイコロというものも市販されているが、ゴルフボールの様な形状のため止まりにくい、文字が小さいなどの点で実用性は低い。
パーセンテージロールのゲームの中には、キャラクターの能力値がすでにパーセンテージで書かれているものも多い（「【命中率】67%」などといった表記になる）。この場合、GMは判定に使用する能力値を宣言するだけであり、その能力値が判定の目標値になる、GMは行為判定の難易度によって、能力値に対して修正を宣言することがある（目標値に-10して判定、など）。
この方法の最大の利点は、キャラクターがどれくらいの能力を持つのかが直感的にわかると言うことである。
パーセンテージロールの方式を採用しているゲームにはルーンクエストやクトゥルフの呼び声などのベーシック・ロールプレイングシステムや、ロードス島戦記などがある。
また、変形として6面体ダイスを2個用い、11,12,13,14,15,16,21,……,65,66といった具合に変形の6進法で判定を行うシステムもある。

### 数を数える方法

#### 個数カウント
複数のサイコロを一度に振り、出目がある数以上（もしくは以下）となっているサイコロの個数を数えて、それを「行為判定の達成値」とみなす方法。その達成値が「行為判定の目標値」以上ならば成功とみなされる。行為判定で一度に振ることのできるサイコロの数は、キャラクターの能力値や技能値により決定される。
以下に個数カウントの方式の行為判定の実例を示す。
GM ： 君のキャラクターの目の前には扉がある。鍵がかかっており、扉は硬く閉ざされているね。
プレイヤー ： この扉を開ける鍵は持ってないからなぁ。仕方ないな。僕のキャラクターはその扉を力任せに蹴破ろうとします。
GM ： それでは、君のキャラクターの「肉体」の能力値を使って行為判定をしてくれ。肉体の能力値と同じだけの数のサイコロを振って、3以上の出目となったサイコロの数を数えてくれ。
プレイヤー ： 「肉体」の能力値は8だから、8個サイコロを振るのか。コロコロ……（サイコロを振る） 8個のサイコロの出目は2, 6, 1, 3, 5, 2, 3, 1か。3以上の数になっているサイコロは4個だな。達成値は4だ。
GM ： これは木の扉だから破壊するための目標値は4だな。達成値は4だからぎりぎり成功。目の前の扉は君の蹴りによって破壊されたよ。
この方式の行為判定では「いくつ以上（もしくは以下）の出目が出ればいいか」という部分と「達成値がいくつ以上あればいいのか」という部分の二つを GMは決定することができる。目標値の決定が二つできるわけであり、複雑な行為判定を表現することが可能になっている。また、達成値の算出が、条件を満たしたサイコロの個数を数えるだけなため、足したり引いたりといった四則演算が（通常は）不要であるという利点を持つ。 個数カウントと無限ロールを組み合わせて、特定の目が出たサイコロを振りなおし、出た目を合計してサイコロの目とする場合もある。
欠点としては振るサイコロの数が多くなることであり、ゲームによっては一度に振るサイコロの数が10個を超えるものもある。
個数カウントの方式を採用しているゲームにはシャドウランやワールド・オブ・ダークネス、天羅万象、エンゼルギア、ゲヘナなどがある。

#### 回数カウント
サイコロを何回か振り、出目が特定の条件を満たした回数を数えて、それを「行為判定の達成値」とみなす方法。その達成値が「行為判定の目標値」以上ならば成功とみなされる。行為判定でサイコロを振ることのできる回数は、キャラクターの能力値や技能値により決定される。
回数カウントの方式を採用しているゲームにはウィッチクエスト、お願いご先祖様などのアップルベーシックがある。

## 行為判定の結果
行為判定の結果として単なる成功・失敗の2つだけでなく、いくつかの状態を示すシステムも多い。
これらはダイスを複数回振って、そのうちのいずれかで判定することもある（ダイス2つ分を3回に分けて振り、いずれの回で特定の出目が出た場合特殊な状態として判定するなど）。また、判定する行為がどの程度達成されたかを達成値から判定するシステムもある（10秒間に50mを全力疾走する行為をパーセンテージで判定する場合で、達成値が25であれば、12.5m走れたことにする。あるいは50m疾走するのに40秒かかったことにする）。
同様に、行為判定の結果は通常の成功であっても、目標値ぎりぎりで成功した場合とそれを大きく上回る（下方判定の場合は「下回る」）値で成功した場合とでは結果に差をつけるシステムもある。成功度などと呼ばれている。ルールとして明確に定められていなくても、ゲームマスターの裁量により同様の処理をすることもある。

### クリティカル
特別な大成功を通常の成功とは区別するルールを採用しているシステムがある。このような成功を一般的にクリティカル (critical) と呼ぶ。完全成功もしくは絶対成功などとも称される。判定結果がクリティカルとなった場合には、単に「試みた行為ができた」ということ以上の効果が得られるのが通常である。例えば、戦闘時に「攻撃が命中するかどうか」の判定においてクリティカルとなった場合には、ダメージにボーナスが与えられる、相手が回避できなくなるなどの効果が得られることが多い。
どのようなときにクリティカルになるのかはシステムによってさまざまではあるが、サイコロによる判定においては、ある特定の目が出たときか、ある値以上（下方判定の場合には「ある値以下」）の目が出たときにクリティカルとするものが主流である。ただし、クリティカルの条件は満たしていても、通常の成功の条件は満たしていない場合にはその行為は失敗とするシステムもある（クリティカルを完全成功と称するものに多い）。逆に、理論上どうしても通常の成功はありえない（幅が100mある崖の間を走ってジャンプして渡るなど）ときでも、クリティカルの条件を満たせば成功とするシステムもある（クリティカルを絶対成功と称するものに多い）。

### ファンブル
特別な大失敗を通常の失敗とは区別するルールを採用しているシステムがある。このような失敗を一般的にファンブル (fumble) と呼ぶ。絶対失敗とも称される。判定結果がファンブルとなった場合には、単に「試みた行為ができなかった」ということ以上にペナルティが与えられるのが通常である。例えば、戦闘時に「攻撃が命中するかどうか」の判定においてファンブルとなった場合には、武器を落としたり、転倒したりといったペナルティ（この場合、ファンブルとなった時点で行動終了、もしくは被ダメージ増大）が与えられることがある。
どのようなときにファンブルになるのかはシステムによってさまざまではあるが、サイコロによる判定においては、ある特定の目が出たときか、ある値以下（下方判定の場合には「ある値以上」）の目が出たときにファンブルとするものが主流である。またファンブルのルールを採用しているほとんどのシステムでは、理論上どうしても通常の失敗はありえないときでも、ファンブルとなった場合には失敗とされる。